# 東城中大馬路
東城中大馬路（葡萄牙語：Avenida Central da Zona Este）（前稱：豚城大馬路（葡萄牙語：Avenida de Tun Seng））位於澳門半島新城A區及港珠澳大橋澳門邊檢大樓西停車場西側，西起馬萬祺博士圓形地，東至港珠澳口岸環形馬路。該道路於2018年10月23日15:00配合港珠澳大橋於2018年10月24日通車在即率先開放啟用。2024年8月更名現名。該路亦包括連接新城A區至人工島（港珠澳大橋澳門邊檢大樓）的連接橋。

## 歷史

### 人工島與新城填海區A區連接橋興建過程
2016年9月29日，人工島與新城填海區A區的連接橋設計連建造工程於建設發展辦公室進行公開開標，共收到9份標書。最長施工期至2017年11月30日。 經開標程序後，有8間公司的標書被接納，另有1間有條件接納，並需在指定日期內補交文件。工程造價由澳門幣88,000,000.00至 160,645,932.14，竣工期由2017年7月15日至2017年11月30日。連接橋起點位於珠澳人工島澳門口岸西側的堤邊，終點位於新城填海區A區東岸，連接橋跨水長度為140米，橋樑外形設計要求簡潔美觀，雙向四車道。
2017年10月，連接橋進入主體結構施工階段，該連接橋於2016年12月動工，按合同於2017年8月完工，但至今仍在施工階段，建設發展辦公室預計該工程於同年10月竣工，同時作為連接新城A區及港珠澳大橋澳門邊檢大樓唯一通道。

### 正式命名
2018年5月8日，民政總署於澳門特區政府《公報》第21期第二組刊登告示，關於A區內連接東方明珠至港珠澳大橋澳門邊檢大樓的首段連接道路作命名，包括本主幹道。

### 開放啟用
2018年10月23日15:00，為配合港珠澳大橋於同年10月24日通車，本道路包括人工島至新城填海A區連接橋率先開放使用。
2023年4月下旬，公共建設局優化道路設置，在完成路面擴寬工程後改為雙向四線行車、往港珠澳口岸環形馬路的右轉路段改為雙線行車。
2024年8月下旬，本道路正式更名為東城中大馬路。

## 交通
現時新城A區只有兩條巴士路線行經此處，分別為往返港珠澳大橋澳門口岸的101X及102X路線，但於本道路上暫時不設任何站點。

### 輕軌
- █  東線：ES3站（興建中）

## 名稱爭議
對於本道路名稱上出現爭議，市政署市政管理委員會副主席羅志堅於2022年10月26日出席澳門電台中文頻道時事節目《澳門講場》回應聽眾時表示，新城A區街道將以粵港澳大灣區之城市來命名。其中一條街道命名為豚城大馬路。羅志堅解釋指「豚」是指中華白海豚，而珠海市素有「豚城」美稱，故豚城大馬路是借廣東省珠海市之美稱而命名。羅志堅續稱，因應A區開始規劃，道路或會有所改變，其命名亦重新思考居民的建議。
“豚城大馬路”命名讓不少澳門市民認為“豚城”帶有負面含義，甚至與“澳豬”聯繫在一起。

## 事故
2018年12月10日下午，豚城大馬路港珠澳東區離境車道，發生一宗涉及一輛吊機車失重心翻側的交通意外，事發後涉事司機能自行爬出車外並沒有受傷。治安警察局表示，初步調查後相信，涉事吊機車事發時正在豚城大馬路港珠澳大橋澳門口岸東區離境車道上進行鐵欄工程，期間懷疑車上貨物失去重心平衡，以致翻側。事故原因有待警方進一步調查。

## 外部連結
- 公共建設局─人工島與新城填海區A區的連接橋設計連建造工程 （页面存档备份，存于）